# Lancaster Hill
Lancaster Hill är en kulle i Antarktis. Den ligger i Västantarktis. Argentina, Chile och Storbritannien gör anspråk på området. Toppen på Lancaster Hill är 298 meter över havet, eller 63 meter över den omgivande terrängen. Bredden vid basen är 1,8 km.
Terrängen runt Lancaster Hill är huvudsakligen kuperad, men västerut är den platt. Havet är nära Lancaster Hill västerut. Trakten är glest befolkad. Närmaste befolkade plats är Vernadsky Station, 16,9 kilometer nordväst om Lancaster Hill. 